# Stanislavice

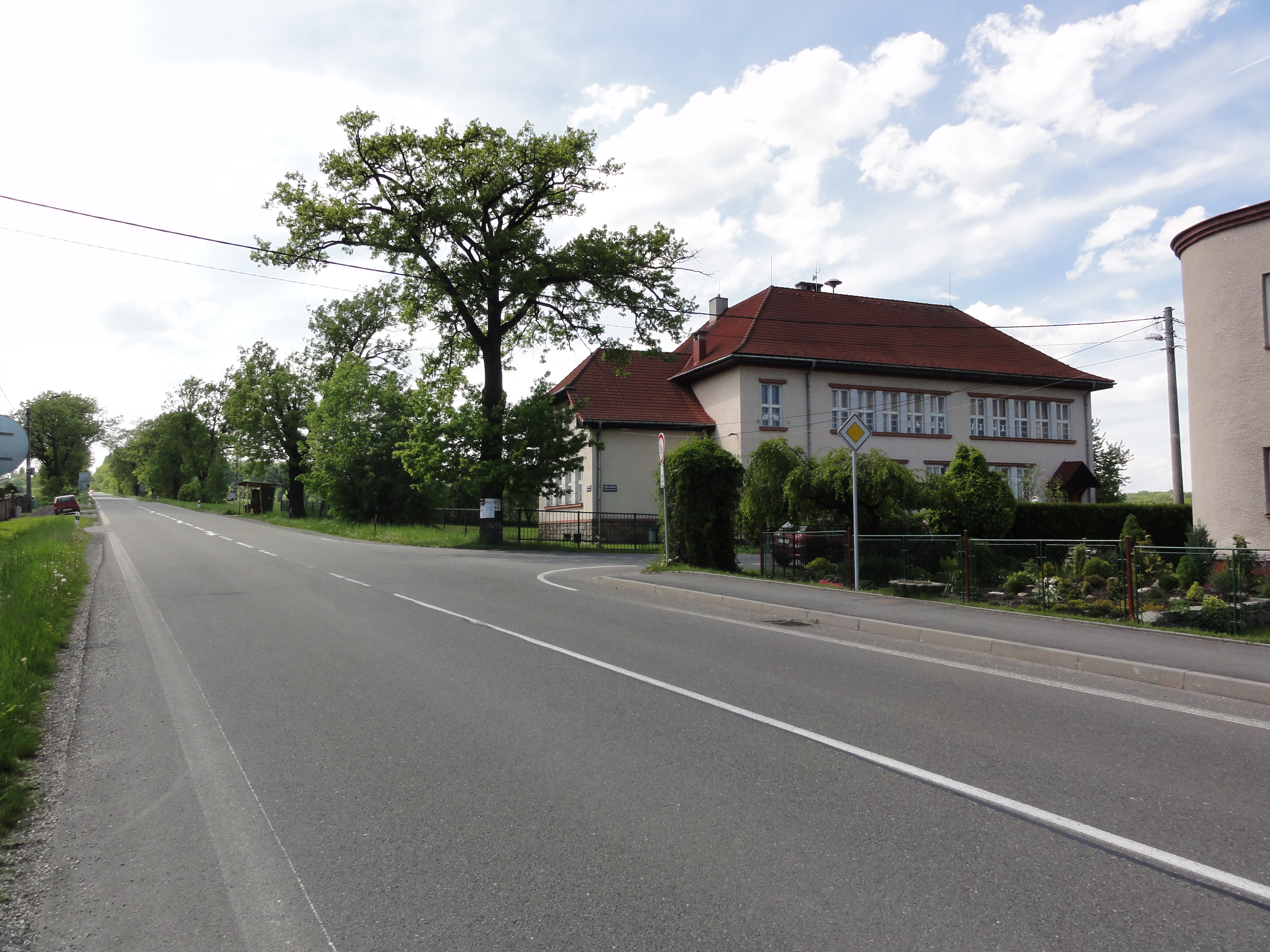
Ortsansicht

Stanislavice (deutsch Stanislowitz oder Stänzelsdorf, polnisch Stanisławice, Stanisławowice oder Stanisłowice) ist ein Ortsteil der Stadt Český Těšín im Okres Karviná in Tschechien.

## Geographie
Stanislavice liegt etwa 5,5 Kilometer nordwestlich des Stadtzentrums. Der Ort hat eine Fläche von 3,97 km².
Nachbarorte: Albrechtice im Norden, Chotěbuz im Osten, Koňákov und Mistřovice im Süden, Dolní Těrlicko, Horní Těrlicko und Hradiště im Westen.

## Geschichte
Der Ort wurde im Jahre 1438 als z [von] Stanislawicz[e] erstmals urkundlich erwähnt, und dann als Stanyslawowicze (1447), von Stanizlowicz (1453), Stanislawicze (1523), w [in] Stanislawowiczich, na [auf] Stanislowiczych (1610), w Stanislowicz (1716), Staislowice (1724), Stanißlowitz (1729), Stenzelsdorf P.[olnisch] Stanislow (1736) und so weiter. Der Name ist patronymisch abgeleitet vom Vornamen Stanisław (Stanislaus) mit mehrmaligen Änderungen des Wortendes.
Politisch gehörte das Dorf ursprünglich zum Herzogtum Teschen, die Lehnsherrschaft des Königreichs Böhmen, ab 1526 in der Habsburgermonarchie.
Nach der Aufhebung der Patrimonialherrschaften bildete es ab 1850 eine Gemeinde in Österreichisch-Schlesien, Bezirk Teschen und Gerichtsbezirk Teschen.
Derweil nahm die ethnographische Gruppe Wałasi (Untergruppe der Schlesier, nicht zu verwechseln mit Walachen) deutliche Gestalt an, wohnhaft auch in Stanislavice, traditionell Teschener Mundarten sprechend.
Ab 1907 gehörte die Gemeinde zum Wahlbezirk Schlesien 13. In der ersten allgemeinen, gleichen, geheimen und direkten Reichsratswahl 1907 gewann dort im ersten Gang Franciszek Lankocz (von polnischen Bund der schlesischen Katholiken unter der Leitung von Józef Londzin, 48 Stimmen) vor dem Arzt Ryszard Kunicki (von der polnischen Sozialdemokratischen Partei Galiziens, 22 Stimmen), Jan Michejda (Hauptkandidat der polnischen Lutheraner, 6 Stimmen) und Jan Chlebus (3 Stimmen), auch im zweiten Gang gewann Lankocz (53 Stimmen) vor Kunicki (27 Stimmen). In der Reichsratswahl 1911 erhielten Jan Michejda und Ryszard Kunicki im ersten Gang beide 40 Stimmen vor dem Vertreter der antipolnischen Schlesischen Volkspartei Józef Kożdoń (5 Stimmen) und im zweiten Gang gewann Michejda (46 Stimmen) vor Kunicki (38 Stimmen).
1918, nach dem Zusammenbruch der k.u.k. Monarchie, wurde das Gebiet von Teschen strittig. Am 5. November laut dem Vergleich zwischen polnischen und tschechischen Nationalräten wurde Stanisłowice ein Teil Polens. Die tschechoslowakische Regierung erkannte den Vergleich nicht an. Nach dem Polnisch-Tschechoslowakischen Grenzkrieg, einer nicht verwirklichten Volksabstimmung sowie der Entscheidung des Botschafterrats der Siegermächte am 28. Juli 1920 wurde der Ort ein Teil der Tschechoslowakei und des Bezirks Český Těšín. 1938 wurde Stanislavice an Polen angeschlossen und kam im Jahre darauf nach der Besetzung Polens zum Deutschen Reich. Bis 1945 gehörte es zum Landkreis Teschen und kam nach Kriegsende zur Tschechoslowakei zurück.
Stanislavice wurde 1975 als Stadtteil Český Těšíns eingemeindet.

### Einwohnerentwicklung
| Jahr       | 1869 | 1880 | 1890 | 1900 | 1910 | 1921 | 1930 | 1950 | 1961 | 1970 | 1980 | 1991 | 2001 |
| ---------- | ---- | ---- | ---- | ---- | ---- | ---- | ---- | ---- | ---- | ---- | ---- | ---- | ---- |
| Einwohnern | 473  | 467  | 446  | 381  | 420  | 456  | 487  | 427  | 494  | 532  | 497  | 476  | 517  |

1. ↑  Darunter: 462 (99,2 %) polnischsprachige, 1 (0,2 %) deutschsprachige, 3 (0,6 %) tschechischsprachige;
2. ↑  Darunter: 442 (99,3 %) polnischsprachige, 1 (0,2 %) deutschsprachige, 2 (0,5 %) tschechischsprachige;
3. ↑  Darunter: 373 (97,9 %) polnischsprachige, 3 (0,8 %) deutschsprachige, 5 (1,3 %) tschechischsprachige; 243 (63,8 %) römisch-katholisch, 133 (34,9 %) evangelisch;
4. ↑  Darunter: 416 (99,1 %) polnischsprachige, 1 (0,2 %) deutschsprachige, 3 (0,27 %) tschechischsprachige; 278 (66,2 %) römisch-katholisch, 138 (32,9 %) evangelisch, 4 (0,9 %) israelitisch;